# Anders Andersson (sciatore)
Anders Andersson (18 novembre 1968) è un allenatore di sci alpino ed ex sciatore alpino svedese.

## Biografia

### Carriera sciistica
Originario di Sundsvall e in attività negli anni 1990, in Coppa del Mondo Andersson ottenne il primo piazzamento di rilievo il 21 marzo 1993 a Kvitfjell in supergigante (55º) e il miglior risultato il 19 dicembre 1995 a Madonna di Campiglio in slalom speciale (16º); ai successivi Mondiali di Sierra Nevada 1996, sua unica presenza iridata, nella medesima specialità si classificò 19º. Prese per l'ultima volta il via in Coppa del Mondo l'8 gennaio 1998 a Schladming in slalom speciale, senza completare la prova, e si ritirò al termine della stagione 1998-1999: la sua ultima gara fu uno slalom speciale FIS disputato il 1º maggio a Hamra. Non prese parte a rassegne olimpiche.

### Carriera da allenatore
Dopo il ritiro è divenuto allenatore nei quadri della Federazione sciistica della Svezia.

## Palmarès

### Coppa del Mondo
- Miglior piazzamento in classifica generale: 117º nel 1996

### Campionati svedesi
- 2 medaglie (dati parziali):
  - 2 bronzi (slalom speciale nel 1995; slalom speciale nel 1997)